# Байерс, Ирэн
Ирен Байерс (7 июля 1906 — 11 февраля 1992) — английская детская писательница и поэтесса. Книги её в основном издавались в 1950-х и 1960-х годах.

## Биография и творчество
Родилась в 1906 году.
Ирен Байерс написала много произведений для детей, в том числе книги, рассказывающие о природе. В рецензии в журнале «The Tablet» о книге «Молодые Бревингтоны» сказано, что «…это очень хорошая приключенческая история с необычным сюжетом. Семья Бревингтонов, переехав из деревни в город, вынуждена жить в городских трущобах, где они начинают обитать в приюте для бедняков. Для недавних жителей английской деревни их окружение в приюте становится величайшим потрясением для них. Особенно трудно приходится здесь детям. Читателям понравилась эта не приукрашенная история жизни английского дна».
По её книге 1954 года «Тим из леса Тамберли» был поставлен радиоспектакль на радио «BBC Children’s Hour» в 1955 году. Рецензия на книгу опубликована журнале «The Spectator». «Книга повествует историю мальчика, который не желает работать матросом на корабле. Деревья и лес — вот его страсть! А не море. И в конце концов он достигает своей цели — жить и работать в лесу. Читатель может проследить, как он начинает учиться своему любимому ремеслу, сначала копая ямки для саженцев до начала внезапного большого лесного пожара. Довольно банальный тон рассказчика и некоторые обыденные персонажи (банда головорезов, бедная одинокая богатая девушка, художник) не переносят всего блеска книги».
Её книга «Жемчужина джунглей» была озвучена в радиопрограмме «Детский час» в июле 1956 года.

## Переводы
Книги Ирэн Байерс переведены на несколько языков.
- Het geheim van de boerderij, пер. А. М. ван Стейн-Дингьян из книги «Приключения на ферме Фэрборо». Утрехт [и др.]: Het Spectrum, 1957 г.
- Пенни зоект де дадер, пер. Дж. Мейкнехт-Гроссоу. Хелмонд: Хелмонд, ок. 1958 г.
- De gevaarlijke bloem uit het oerwoud, пер. Эвелиен ван Амстел из Jewel of the Jungle . Утрехт [и др.]: Het Spectrum, 1958 г.
- Bloemen voor Melissa, пер. Дж. Мейкнехт-Гроссоу из « Цветов для Мелиссы». Хелмонд: Хелмонд, 1960 г.
- De rit in de nacht, пер. Э. Ла Хэй из "Странной истории Пиппин Вуда ", илл. Мэри Шиллабир. Утрехт [и др.]: Het Spectrum, 1961 г.
- Avontuur op een woonboot, пер. А. М. ван Стейн-Дингьян из «Приключения плавучей квартиры» . Харлем: Де Спаарнестад; Антверпен: Tijdschriften Uitgevers Mij, *1964 г.
- Силка, дер Seehund, пер. Криста Лауфс из Силки Тюленя, илл. Франц Йозеф Трипп. Штутгарт: Герольд Верлаг, 1969 г.
- Jenny und lauter Tiere: Ein Mädchen im Zoo, пер. Гизела Зибер, Джоанна присоединяется к зоопарку . Штутгарт: Герольд Верлаг, 1967 г.
- Il ciondolo rapito Turin: SAIE, 1959 г.
- Três diabres, пер. Фернанда Пинто Родригес, илл. Виктор Амбрус. Лиссабон: Редакционная Минерва, 1967 г.
- Кеннелфликан, пер. Гунвор Хоканссон из Kennel Maid Sally. Стокгольм: Линдквист, 1962 г.
- Familjen на Mappins, пер. от Gunvor Håkansson. Стокгольм: Линдквист, 1965 г.
- Ювелькуппен, пер. Гунвор Хоканссон из фильма « Двое в пути». Стокгольм: Б. Вальстрём, 1973 г.